# 品井沼車站
品井沼車站（日语：／ Shinainuma eki */?）是由東日本旅客鐵道（JR東日本）所經營的鐵路車站，位於日本宮城縣宮城郡松島町。此站是東北本線的車站，也是由松島海岸車站負責管理，並委由品井沼車站服務（品井沼ステーションサービス）代營運的簡易委託車站。此站位於仙台支社的管轄範圍內，平日只有白天才有站務人員派駐。
此站的站名源自於車站以南約3公里處一片過去曾稱為品井沼的地區，今日已成為一片水田。平井沼在過去曾是吉田川的遊水池（蓄洪池），但在1697年（元祿10年）時施行的乾拓計畫中，於此地修建一個稱為元祿潛穴的排水暗渠，之後又在明治末期修築稱為明治潛穴的新渠，將積蓄在周邊的洪水排出至松島灣。因此今日在品井沼早已見不到當年的沼澤地形，但元祿潛穴的舊跡卻仍然保存完整。
此站是過去東北本線新舊兩線併行時的北端會合站，其中坡度較陡的舊線（山線）在1962年時廢線之後，僅保留了岩切站至利府站間的路段，成為現時的利府支線。

## 車站
此站為側式月台2面2線的地面車站。

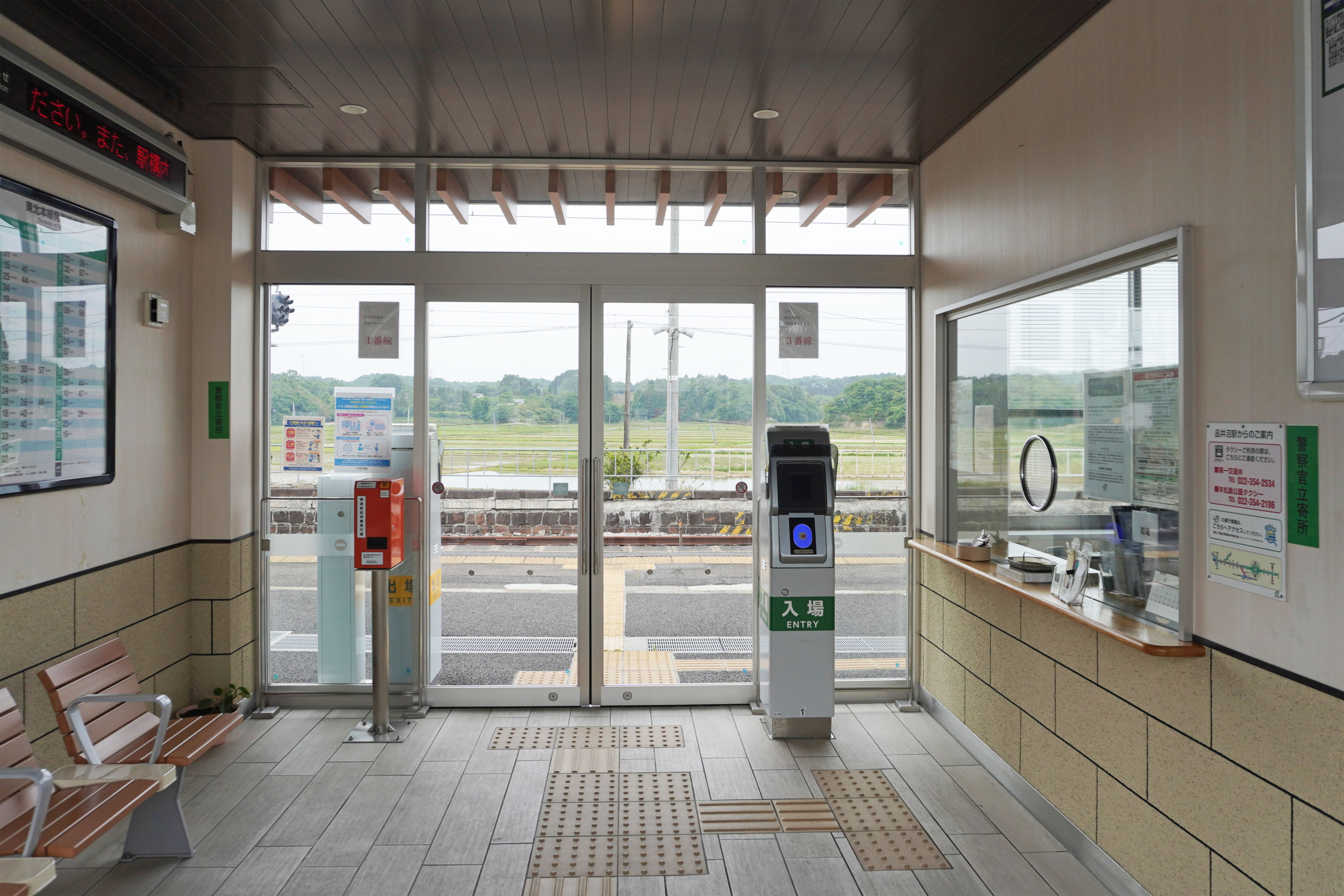
驗票口（2023年5月）
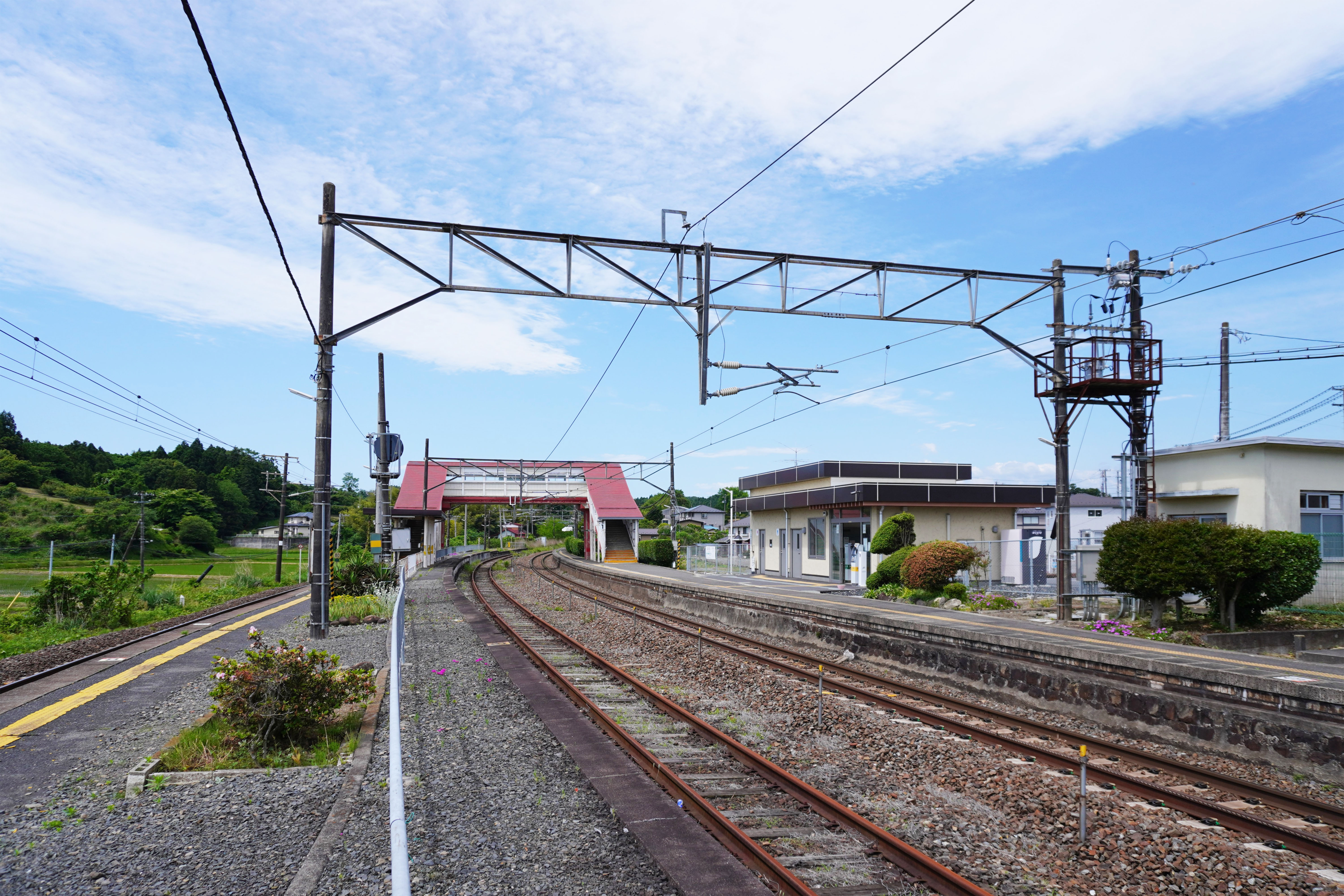
月台（2023年6月）

### 月台配置
| 月台 | 路線      | 方向 | 目的地             |
| ---- | --------- | ---- | ------------------ |
| 1    | ■東北本線 | 下行 | 鹿島台、小牛田方向 |
| 3    | ■東北本線 | 上行 | 松島、仙台方向     |

## 相鄰車站
東日本旅客鐵道
■東北本線
愛宕－品井沼－鹿島台

### 曾經存在的路線
日本國有鐵道
東北本線（山線）
（舊）松島－品井沼

## 外部連結
- （日語）品井沼車站（JR東日本）（页面存档备份，存于）
- （日語）元祿潛穴相關介紹（页面存档备份，存于）